# Aramoana (Schiff)
Die Aramoana war eine 1962 in Dienst gestellte Fähre der New Zealand Railways. Das Schiff blieb bis 1984 auf der Strecke von Wellington nach Picton in Fahrt und war anschließend bis zu seiner Ausmusterung im August 1992 unter verschiedenen Namen und Einsatzgebieten im Einsatz. 1994 wurde die Fähre unter dem Namen Niaxco III im indischen Alang abgewrackt.

## Geschichte

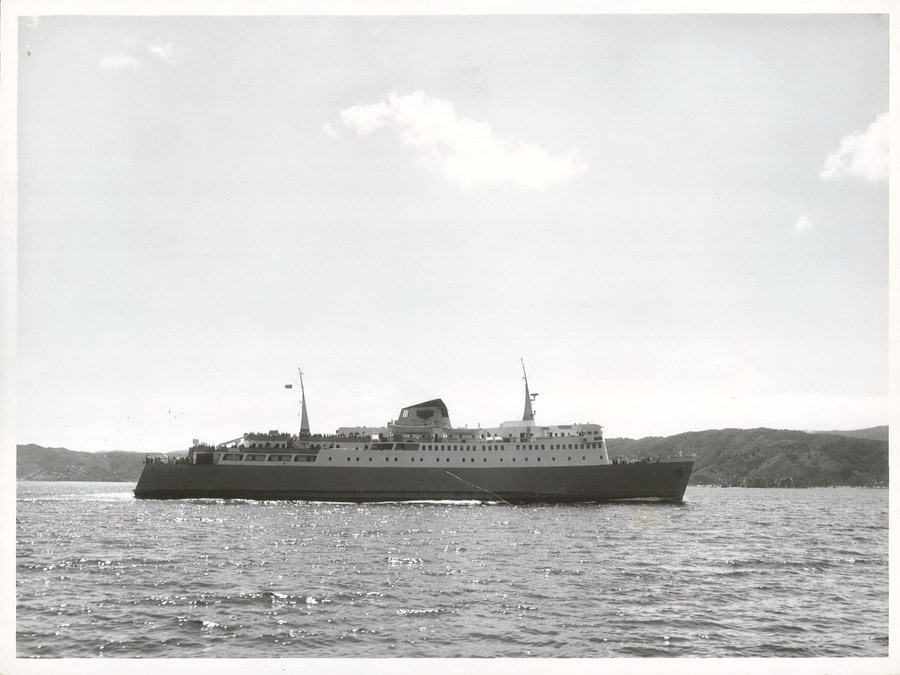
Die Aramoana verlässt Wellington, Januar 1965

Die Aramoana wurde im August 1960 unter der Baunummer 1502 bei William Denny and Brothers in Dumbarton bestellt und am 14. November 1961 vom Stapel gelassen. Nach Probefahrten auf dem Clyde im Mai 1962 konnte das Schiff am 12. Juni 1962 an New Zealand Railways abgeliefert werden, die es nach seiner Überführung am 13. August als ihr erstes Fährschiff auf der Strecke von Wellington nach Picton in Dienst stellten. Alleine in ihrem ersten Dienstjahr beförderte die Aramoana 207.000 Passagiere, 46.000 Fahrzeuge und 181.000 Tonnen Fracht.
Am 10. April 1968 beteiligte sich die Aramoana an der Evakuierung der in der Cookstraße havarierten Fähre Wahine und der anschließenden Suche nach Überlebenden.
Im Juli 1977 wurde die Aramoana in Singapur modernisiert und umgebaut. Im Dezember 1977 nahm sie wieder den Fährdienst zwischen Wellington und Picton auf. Nach gut fünf weiteren Dienstjahren wurde das Schiff im März 1983 gemeinsam mit der bauähnlichen Aranui ausgemustert und in Wellington aufgelegt. Beide Fähren wurden durch den größeren Neubau Arahura ersetzt.
Neuer Eigner der Aramoana wurde im Oktober 1984 Najd Trading & Construction Establishment mit Sitz in Dschidda, die das Schiff in Captain Nicolas V umbenannten und nach Umbauarbeiten ab November 1985 zwischen Dschidda und Sues einsetzten. Im Januar 1986 erhielt das Schiff den Namen Najd II.
Ab Februar 1986 war die Najd II für Fahrten nach Singapur im Einsatz, ehe sie nach sechs weiteren Dienstjahren im August 1992 ausgemustert wurde. Nach zwei Jahren Liegezeit ging das Schiff im Oktober 1994 zum Abbruch ins indische Alang, wo es im November 1994 unter dem Überführungsnamen Niaxco III eintraf.